# Římskokatolická farnost Těšany
Římskokatolická farnost Těšany je územní společenství římských katolíků s farním kostelem svatého Barnabáše.

## Historie farnosti
V Těšanech nebyla samostatná duchovní správa řadu let, obec spadala pod moutnickou farnost, kam poddaní odváděli desátek z úrody  V obci stála od konce 17. století pouze malá kaplička sloužící zároveň jako zvonice, kterou těšanští vystavěli po zničujícím požáru, který v obci vypukl 11. června 1697 v den sv. Barnabáše. Právě tomuto světci byl zasvěcen kostel, který byl postaven v letech 1896-1897. Kostel byl slavnostně vysvěcen 12. června 1906.

## Duchovní správci
Farnost je spravována excurrendo z farnosti Moutnice. Administrátorem excurrendo byl od 1. srpna 2007 P. René Strouhal. Od června 2018 je administrátorem excurrendo farář z Borkovan František Trtílek.

## Bohoslužby
| Kostel        | Místo  | Bohoslužba (den)       | Hodina     | Poznámka     |
| ------------- | ------ | ---------------------- | ---------- | ------------ |
| sv. Barnabáše | Těšany | neděle pondělí čtvrtek | 9.00 18.00 | Farní kostel |

## Aktivity ve farnosti

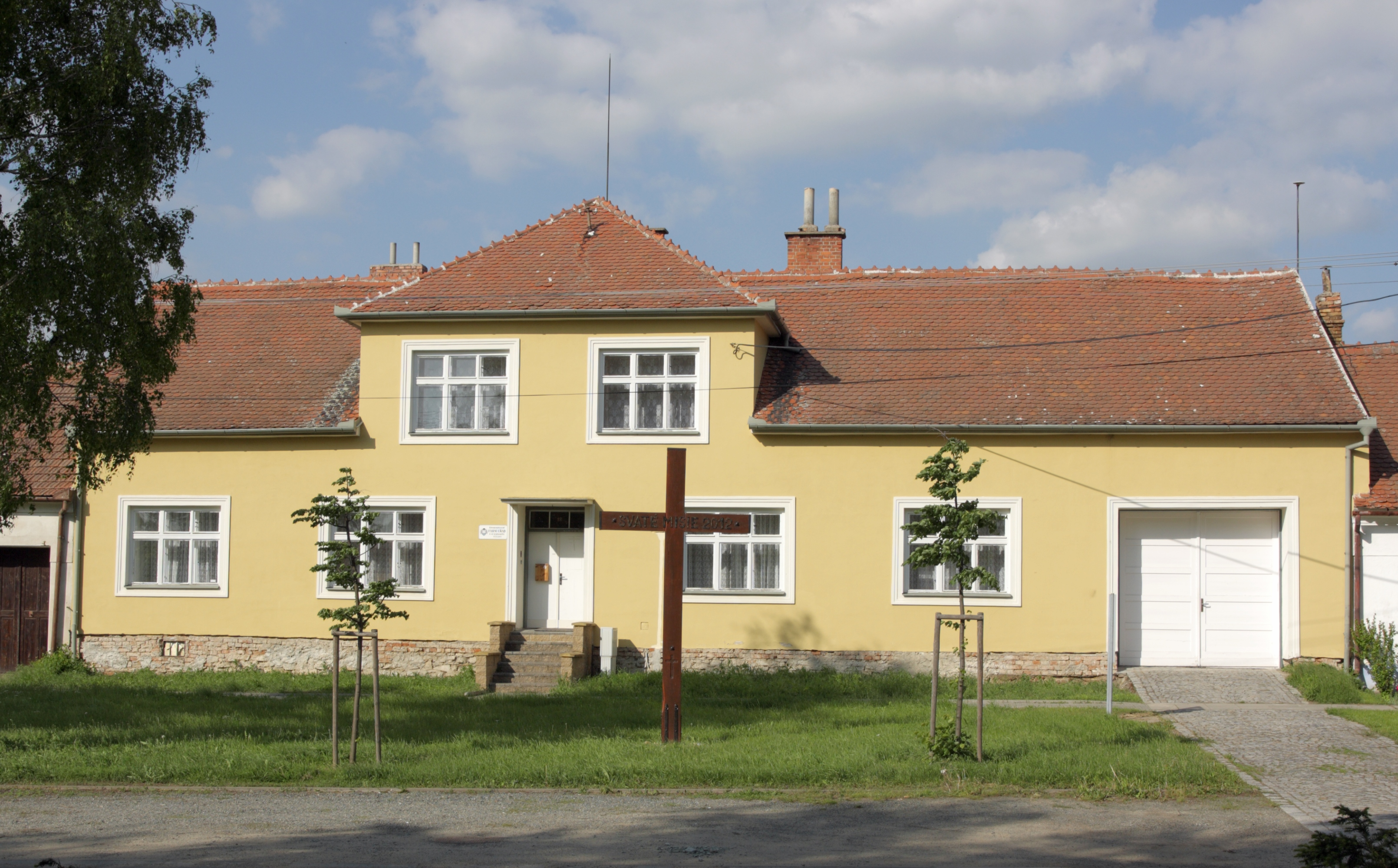
Římskokatolická fara v Těšanech

Farníci se podíleli na rozsáhlé opravě farního kostela v letech 1991–1993. Roku 1999 proběhla celková rekonstrukce střechy a věže kostela. Každoročně se zde koná tříkrálová sbírka, farnost je zapojena do projektu adopce na dálku.  Řeholníci z řádu redemptoristů v Těšanech pořádali v lednu 2013 lidové misie. 
Na 23. března připadá Den vzájemných modliteb farností za bohoslovce a bohoslovců za farnosti brněnské diecéze a Adorační den.